# Гонзо-Стейшн
Гонзо-Стейшн — район сосредоточения военно-морских сил и корпуса морской пехоты США в Индийском океане во время иранского кризиса с заложниками 1979-1981 годов и «танкерной войны» между Соединенными Штатами и Исламской Республикой Иран. Название происходит от аббревиатуры GONZO — «Gulf of Oman Naval Zone of Operations» (Зона военно-морских операций в Оманском заливе) или «Gulf of Oman Northern Zone» (Северная зона Оманского залива).

## Развёртывание авианосцев
На Гонзо-Стейшн несли боевое дежурство несколько авианосцев с приписанными к ним авиагруппами и кораблями сопровождения, а также связанные с ними оперативные группы  морского и наземного базирования. Первыми авианосцами на Гонзо-Стейшн были «Рейнджер» (CV-61), «Мидуэй» (CV-41) и «Констеллейшн» (CV-64), они находились в море более 110 дней, что стало самым продолжительным периодом боевого дежурства для неатомных авианосцев ВМС США. 
«Рейнджер» был первым авианосцем, прибывшим в зону ответственности в начале иранского кризиса с заложниками, вскоре за ним последовал «Китти Хок» (CV-63). Оба авианосца одновременно выполняли воздушные операции, находясь поблизости друг от друга у южного побережья Ирана. 
Авианосец «Нимиц» (CV-68) в мае 1980 года превзошёл рекорд авианосца «Мидуэй» пробыв на боевом дежурстве 144 дня. В 1984 году «Мидуэй» пробыл на Гонзо-Стейшн 111 дней. В дальнейшем этот рекорд был превзойдён другими авианосцами, такими как «Америка» (CV-66) и «Китти Хок», пробывшими на станции более 180 дней. 
Несколько авианосцев ВМС США как Атлантического, так и Тихоокеанского флотов неоднократно использовались на станции Гонзо, включая «Ranger», «Midway», «Энтерпрайз» (CVN-65), «Америка», «Индепепнденс» (CV-62), «Китти Хок», «Констеллейшн», «Корал Си» (CV-43), «Нимиц» и «Дуайт Эйзенхауэр» (CVN-69). В то время как корабли пополнения обычно менялись для пополнения запасов, «Роанок» (AOR-7) пробыл на станции 180, а «Шаста» (АЕ-33) — 78 суток. 
В 1980 году «Дуайт Д. Эйзенхауэр» провел в море 315 дней. Это было крупнейшее развертывание кораблей ВМС США в Индийском океане со времен Второй мировой войны. 